# Aeroportul Poltava
Aeroportul Poltava (IATA: PLV, ICAO: UKHP) este un aeroport din Regiunea Poltava, Ucraina ce deservește zona Poltava. Aeroportul a fost tranzitat în 2021 de 0 pasageri. A fost numit după zona deservită.
Situat la o altitudine de 154 m, aeroportul dispune de 1 pistă.

## Infrastructură

### Piste
Aeroportul dispune de o singură pistă. Pista are orientarea 09/27. 